# Ernakh
Ernak (Priscus: Ήρνάχ "Hernach", ? - 503) là con trai thứ ba của Attila. Sau cái chết của Attila vào năm 453, đế chế của ông sụp đổ và tàn dư của nó do ba người con trai nắm quyền cai trị. Là một phần từ sự tan rã của vương quốc Hung, không giống như hoàng huynh Dengizich, Ernak luôn tìm mọi cách thỏa thuận với Đế quốc Byzantine và được họ ban cho một thái ấp mới ở Dobruja (nay thuộc Romania). Ernak được coi là đã kế thừa ngôi vua của người Hung từ hoàng huynh Dengizich. Ông trị vì từ năm 469 đến 503 với người Onogur đã từng cai trị một phần quan trọng của cựu đế chế và sinh sống tại vùng đất nay thuộc Ukraina. Vào năm 486 và 488 Ernakh đã thống lĩnh người Bulgar với tư cách là đồng minh của Byzantium (và sau đó là đồng minh của người Gepid) chống lại người Goth của Theodoric, nhưng đã bị đánh cho thảm bại. Theo lời Nominalia của khan Bulgaria, nơi ông được gọi là Irnik, triều đại của ông đã dẫn dắt người Bulgar trong vòng 150 năm bắt đầu từ khoảng năm 453.

## Di sản
Điểm Irnik trên đảo Snow ở quần đảo Nam Shetland, Nam Cực được đặt theo tên Irnik (Ernakh).